# Marcillac
Marcillac – miejscowość i dawna gmina we Francji, w regionie Nowa Akwitania, w departamencie Żyronda. W 2013 roku populacja ówczesnej gminy wynosiła 1213 mieszkańców. 
W dniu 1 stycznia 2019 roku z połączenia dwóch ówczesnych gmin – Marcillac oraz Saint-Caprais-de-Blaye – powstała nowa gmina Val-de-Livenne. Siedzibą gminy została miejscowość Saint-Caprais-de-Blaye. 